# 고료카쿠 타워

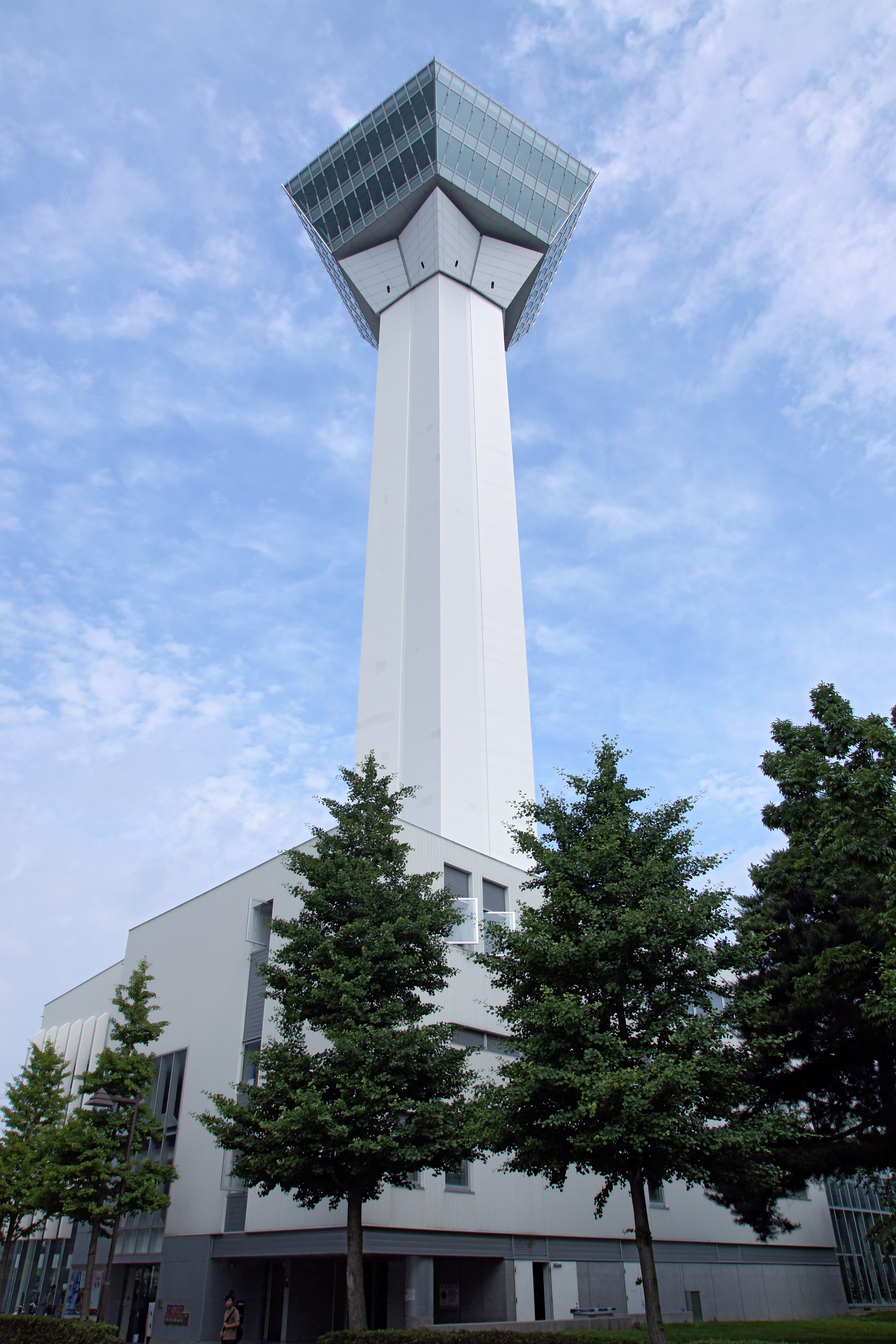
고료카쿠 타워

고료카쿠 타워(五稜郭タワー)는 일본 홋카이도 하코다테시 고료카쿠에 인접해 있는 전망탑이다. 고료카쿠 타워 주식회사가 운영하는 민간 관광 시설이다.